# Chapelle de Charly d'Andilly
La chapelle de Charly d'Andilly, ou chapelle Saint-Jacques, est une chapelle catholique du XVe siècle située sur le hameau de Charly sur la commune d'Andilly, en France.

## Historique
Le village de Charly possède une chapelle placée sous le patronage de saint Jacques au XVe siècle. Elle aurait été édifiée en 1454 par Jacques Fusier, vicaire général du diocèse de Genève, originaire du village. Elle est une annexe de l'église paroissiale Saint-Symphorien.
À la suite d'un incendie, elle est reconstruite en 1541. Elle appartient au style gothique flamboyant,,.
En 1787, probablement après un incendie, l’église fait l'objet de travaux et est surmontée d’un clocher à bulbe.
L'édifice est inscrit au titre des monuments historiques en 1975.

## Description
Statue de Christ en croix XVe siècle.

## Sources et références
1. 1 2  « Chapelle de Charly », notice no PA00118341, sur la plateforme ouverte du patrimoine, base Mérimée, ministère français de la Culture.
2. 1 2 3 4 5  Histoire des communes savoyardes, 1981, p. 267.
3. ↑  Claude Barbier, « Page « Patrimoine » », www.savoie-archives.fr (consulté le 29 août 2012) - in Dossier « Le Nord-genevois ». Site des Archives départementales de la Savoie.
4. ↑  Paul Guichonnet, Nouvelle encyclopédie de la Haute-Savoie : Hier et aujourd'hui, Montmélian, La Fontaine de Siloé, 2007, 399 p. (ISBN 978-2-84206-374-0, lire en ligne), p. 346.
5. ↑  « Œuvre mobilière à Andilly - Chapelle de Charly », notice no PM74000021, sur la plateforme ouverte du patrimoine, base Palissy, ministère français de la Culture.